# Taio Cruz
Pour les articles homonymes, voir Cruz.
Taio Cruz, de son nom complet Jacob Taio Cruz (/ˈdʒeɪkəb taɪəʊ ˈkɹuːz/), est un auteur-compositeur, chanteur anglais né le 23 avril 1980 à Londres. Il œuvre sur les terres musicales du R&B bien qu'il considère lui-même sa musique comme pop. Egalement producteur de musique primé au MOBO et nommé par le MOBO. Il crée son propre label et signe un partenariat avec le label Republic (Universal),.
Sa carrière décolle au moment où il sort son single avec Ludacris intitulé Break Your Heart. Ce titre reste cinq semaines dans le US Top 40 (Billboard) en 2010. Le second single de ce premier album s'intitule Dynamite et sort au mois de juillet 2010.
Son single Your Game chanté par Will Young a été nommé au meilleur single de l'année aux Brit Awards en 2007,. Son album Rokstarr (2009) contient les singles Break Your Heart et Dynamite. Cruz collabore avec plusieurs artistes notamment Kesha sur le single Dirty Picture. Kylie Minogue et Travie McCoy sur son single Higher. Il a écrit et enregistré la chanson Telling the World  en tant que premier single de la bande originale du film d'animation Rio (2011). Le troisième album studio de Cruz, TY.O , est sorti pour la première fois en Allemagne en décembre 2011, d'autres collaborations d'artistes incluent le rappeur Pitbull sur There She Goes, ainsi que Ludacris et David Guetta sur le titre Little Bad Girl.

## Biographie
Jacob Taio Cruz naît le 23 avril 1980 à Londres d'un père d'origine nigérian et d'une mère brésilienne
Il fréquente au Christ's Hospital, un pensionnat privé à Horsham, West Sussex.
En 2008, il sort son premier album Departure qu'il a produit lui-même. En octobre 2009, il sort son second album Rokstarr comporte des singles a succès comme Break Your Heart, Taio Cruz a commencé à travailler au collège sur ce titre et le sort enfin 6 ans plus tard. Il en a débuté la production alors qu'il était encore au lycée. Le premier single de l'album Departure I Just Wanna Know, sorti le 6 novembre 2006, atteint le numéro 29 au charts. Le deuxième single Moving On, sorti le 10 septembre 2007 est devenu son deuxième hit dans le top trente. La version téléchargeable numérique est sortie le 3 septembre 2007. La chanson a fait mieux que le premier single en atteignant le numéro 26 au charts.
Il a travaillé avec Omar, Nitin Sawhney, Wookie et Will Young, avant d'être adulte. Taio fonde et dirige le label Rockstarr produit par lui-même et sorti en Angleterre en mars 2008, se trouve constitué de ses précédents singles. S'ajoutent des collaborations sur le titre Come On Girl avec Luciana.
Taio Cruz fait partie d'une nouvelle génération de producteurs anglais influencés par la dance, la pop et le hip-hop.
En 2010, il chante en featuring avec le groupe britannique McFly Shine a Light, le single se vendra a plus de 51 000 exemplaires la 1re semaine en se classant numéro 4 en Angleterre (à noter qu'il s'est classé en têtes des ventes iTunes). Son single avec Kylie Minogue Higher est aussi un succès. Le 13 décembre 2010, il annonce qu'il écrit plusieurs chansons pour le prochain album de Justin Bieber.

## Discographie

### Albums
- 2008 : Departure
- 2010 : Rokstarr
- 2012 : TY.O
- 2014 : #Black

### Singles
| Titre                                                          | Année | Meilleure Position | Meilleure Position | Meilleure Position | Meilleure Position | Meilleure Position | Meilleure Position | Meilleure Position | Meilleure Position | Meilleure Position | Meilleure Position | Certifications | Album     |
| Titre                                                          | Année | UK                 | AUS                | AUT                | CAN                | ALL                | IRL                | P-B                | N-Z                | SWI                | États-Unis         | Certifications | Album     |
| -------------------------------------------------------------- | ----- | ------------------ | ------------------ | ------------------ | ------------------ | ------------------ | ------------------ | ------------------ | ------------------ | ------------------ | ------------------ | --- | --------- |
| I Just Wanna Know                                              | 2006  | 29                 | —                  | —                  | —                  | —                  | —                  | —                  | —                  | —                  | —                  | | Departure |
| Moving On                                                      | 2007  | 26                 | —                  | —                  | —                  | —                  | —                  | —                  | —                  | —                  | —                  | | Departure |
| Come On Girl (avec Luciana)                                    | 2008  | 5                  | —                  | —                  | —                  | —                  | 19                 | —                  | —                  | —                  | —                  | | Departure |
| I Can Be                                                       | 2008  | 18                 | —                  | —                  | —                  | —                  | 23                 | —                  | —                  | —                  | —                  | | Departure |
| She's Like a Star                                              | 2008  | 20                 | —                  | —                  | —                  | —                  | —                  | —                  | —                  | —                  | —                  | | Departure |
| Break Your Heart (avec Ludacris)                               | 2009  | 1                  | 2                  | 10                 | 1                  | 5                  | 2                  | 8                  | 17                 | 1                  | 1                  | - Australie: 2× Platine - BVMI: Or - Autriche: Or[réf. nécessaire] - Suisse: 2× Platine - MC: 3× Platinum[réf. nécessaire] - États-Unis: 3× Platine - Nouvelle-Zélande: Or     | Rokstarr  |
| No Other One                                                   | 2009  | 42                 | —                  | —                  | —                  | —                  | —                  | —                  | —                  | —                  | —                  | | Rokstarr  |
| Dirty Picture (avec Kesha)                                     | 2010  | 6                  | 16                 | —                  | 49                 | —                  | 10                 | — [B]              | 11                 | —                  | 96                 | - ARIA: Or - RIANZ: Gold | Rokstarr  |
| Dynamite                                                       | 2010  | 1                  | 1                  | 2                  | 1                  | 3                  | 1                  | 3                  | 1                  | 3                  | 2                  | - ARIA: 7× Platine - BVMI: Or - IFPI AUT: Platine[réf. nécessaire] - IFPI SWI: Platine - MC: 5× Platine[réf. nécessaire] - RIAA: 6× Platine - RIANZ: Platine                   | Rokstarr  |
| Higher (avec Kylie Minogue)                                    | 2010  | 8                  | 25                 | 3                  | 13                 | 3                  | 7                  | 7                  | 5                  | 4                  | 24                 | - BPI: Argent[réf. nécessaire] - ARIA: Or - IFPI AUT: Platine[réf. nécessaire] - IFPI SWI: Platine[réf. nécessaire] - MC: Platine[réf. nécessaire] - RIAA: Platine - RIANZ: Or | Rokstarr  |
| Telling the World                                              | 2011  | 108                | —                  | 21                 | —                  | 35                 | —                  | — [D]              | —                  | —                  | —                  | | Rio BO    |
| Falling in Love                                                | 2011  | —                  | —                  | —                  | —                  | —                  | —                  | —                  | —                  | —                  | —                  | | Rokstarr  |
| Hangover (avec Flo Rida)                                       | 2011  | 27                 | 3                  | 1                  | 13                 | 2                  | 22                 | 5                  | 10                 | 1                  | 62                 | - ARIA: 4× Platine - BVMI: Platine - IFPI AUT: 2× Platine[réf. nécessaire] - IFPI SWI: 3× Platine[réf. nécessaire] - RIANZ: Or                                                 | TY.O      |
| Troublemaker                                                   | 2011  | 3                  | 10                 | 12                 | —                  | 6                  | 18                 | 22                 | —                  | 7                  | —                  | - ARIA: Platine - BVMI: Or - IFPI SWI: Platine | TY.O      |
| There She Goes (avec Pitbull)                                  | 2012  | 12                 | —                  | 8                  | 65                 | 5                  | 40                 | — [F]              | —                  | 2                  | —                  | - BVMI: Or - IFPI SWI: Or | TY.O      |
| World in Our Hands                                             | 2012  | —                  | —                  | 5                  | —                  | 4                  | —                  | —                  | —                  | 70                 | —                  | | TY.O      |
| Fast Car (en)                                                  | 2012  | 180                | 28                 | 34                 | —                  | 39                 | —                  | —                  | —                  | —                  | —                  | | TY.O      |
| "—" Signifie que le single n'est pas sorti ou n'est pas classé |       |                    |                    |                    |                    |                    |                    |                    |                    |                    |                    | |           |

### Parolier (écriture de chansons)
- I'm Into You (Jennifer Lopez feat. Lil Wayne)
- Without You (David Guetta feat. Usher)
- Higher (avec Kylie Minogue)
- Made (The Wanted)